# Род Фанні
Род Фанні́ (фр. Rod Fanni; народився 6 грудня 1981; Мартіг, Франція) — французький футболіст бенінського походження, захисник «Монреаль Імпакт» та, в минулому, національної збірної Франції.

## Клубна кар'єра

### «Мартіг»
Свою професійну футбольну кар'єру розпочав у команді з Національної французької ліги — «Мартіг», яка в наступному сезоні 2000-01 пробилася до Ліги 2. Дебют за Les sang et or у другому дивізіоні прийшовся на 1-ий тур чемпіонату проти «Шатору» 29 липня 2000 року (1:1), а Род вийшов на заміну на останні десять хвилин. Загалом за команду відіграв два сезони і влітку 2002 року отримав запрошення від першолігового клубу «Ланс».

## Національна збірна Франції
Дебютував у збірній Франції 14 жовтня 2008 року в матчі проти збірної Тунісу. Після цього став часто викликатися в збірну, проте був дублером Бакарі Санья. Всього провів за збірну 5 матчів.

## Особисте життя
Род Фанні народився в сім'ї бенінських емігрантів, і вже свої перші кроки в футболі зробив на «новій» батьківщині, у невеличкому французькому містечку Мартіг, що знаходиться неподалік від Марселя.

## Досягнення
- Володар Кубку французької ліги (2):

«Марсель»: 2010-11, 2011-12
- Володар Суперкубка Франції (1):

«Марсель»: 2011

## Статистика

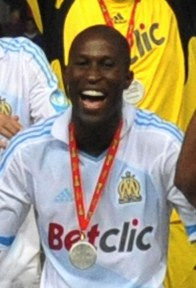
Род Фанні святкує перемогу у Суперкубку Франції. 27 липня 2011 року.

Дані станом на 24 березня 2009 р.
| Сезон   | Клуб     | Країна  | Ліга   | Матчі | Хвилини | Голи | Передачі |   |   |
| ------- | -------- | ------- | ------ | ----- | ------- | ---- | -------- | - | - |
| 2000–01 | «Мартіг» | Франція | Ліга 2 | 30    | 1725    | 0    | 0        | 2 | 0 |
| 2001–02 | «Мартіг» | Франція | Ліга 2 | 30    | 2536    | 0    | 0        | 0 | 0 |
| 2002–03 | «Ланс»   | Франція | Ліга 1 | 12    | 580     | 0    | 0        | 3 | 0 |
| 2003–04 | «Ланс»   | Франція | Ліга 1 | 21    | 1006    | 0    | 0        | 2 | 0 |
| 2004–05 | «Шатору» | Франція | Ліга 2 | 33    | 2970    | 0    | 0        | 1 | 0 |
| 2005–06 | «Ніцца»  | Франція | Ліга 1 | 21    | 1830    | 0    | 0        | 3 | 1 |
| 2006–07 | «Ніцца»  | Франція | Ліга 1 | 36    | 2995    | 0    | 0        | 7 | 1 |
| 2007–08 | «Ренн»   | Франція | Ліга 1 | 28    | 2494    | 0    | 0        | 2 | 0 |
| 2008–09 | «Ренн»   | Франція | Ліга 1 | 29    | 2610    | 1    | 0        | 5 | 0 |